# 토룬 니콜라우스 코페르니쿠스 대학교
토룬 니콜라우스 코페르니쿠스 대학교(폴란드어: Uniwersytet Mikołaja Kopernika w Toruniu, UMK)은 폴란드 토룬에 소재한 대학교다. 토룬에서 태어난 니콜라우스 코페르니쿠스의 이름을 따서 명명되었다.